# Maren Skjøld
Maren Rotstigen Skjøld (Oslo, 29 de septiembre de 1993) es una deportista noruega que compitió en esquí alpino, especialista en la modalidad de eslalon. Participó en los Juegos Olímpicos de Pyeongchang 2018, obteniendo una medalla de bronce en la prueba de equipo mixto. 

## Palmarés internacional
| Juegos Olímpicos | Juegos Olímpicos            | Juegos Olímpicos  | Juegos Olímpicos |
| Año              | Lugar                       | Medalla           | Prueba           |
| ---------------- | --------------------------- | ----------------- | ---------------- |
| 2018             | Pyeongchang (Corea del Sur) | Medalla de bronce | Equipo mixto     |